# Condalia thomasiana
Condalia thomasiana es una especie de arbusto de la familia de las ramnáceas, endémica de los Andes de Colombia, que se ha encontrado en los valles secos del departamento de Cundinamarca, entre los 2.500 y 2.800 m de altitud.

## Descripción
Alcanza entre 6 y 8 m de altura. Troncos ramosos, con ramificación intrincada frondosa y con espinas. Hojas alternas, color verde oscuro, lustrozas por la haz,  de 1,3 a 2,0 cm de longitud por 0,7 a 1,2 cm de ancho. Flores dispuesta de 1 a 3 en la axila de las hojas; con 5 sépalos triangulares verdosos, con 5 estambres erectos y pétalos ausentes. Fruto en drupa, ovoide de 8 a 11 mm de largo por 4 a 6 mm de ancho, verde, se vuelve negro y pulposo al madurar.

## Hallazgo
Un espécimen fue recolectado en 1996 en Nemocón por Thomas van der Hammen, quien lo identificó como una especie diferente, no descrita. Posteriormente recogió otros especímenes en la zona y se encontró uno en el Herbario Nacional, colectado en 1966 por Schrimpf en la misma área, rotulada como rosácea indeterminada. Con estos ejemplares fue descrita en 1977 por Fernández Alonso. Van der Hmmen describió el bosque seco en torno a esta especie.

## Conservación
Los matorrales de Condalia thomasiana tienen una distribución muy restringida, en el enclave seco del valle del Checua en los municipios de Nemocón y Suesca y es urgente realizar acciones para proteger las poblaciones en buen estado, restaurar la estructura de las poblaciones remanentes y conectar a los individuos aislados estableciendo corredores ecológicos.